# Kortsnavelraafkaketoe
De kortsnavelraafkaketoe (Zanda latirostris synoniem: Calyptorhynchus latirostris) is een vogel uit de familie der Kaketoes en het geslacht Zanda.

## Uiterlijk
Deze grote kaketoe wordt tussen de 52 tot 60 centimeter groot en weegt bijna 800 gram. De vogel is bijna in zijn geheel zwart met een witte band op de staartveren en eveneens witte vlekken op de wangen. De grote krachtige snavel is lichtgrijs van kleur.

## Voedsel
Het voornaamste voedsel van deze vogel bestaat uit zaden van o.a. Hakea, Banksia, Eucalyptus en Grevilea . Daarnaast vult hij zijn maaltijden aan met bessen, vruchten, insecten en larven.

## Voortplanting
De vogels bouwen hun nest in een boomholte van bij voorkeur een grote Eucalyptus. De boomholte is meestal tussen de 1 en 2 meter diep bij een doorsnede van 25 tot 50 centimeter. De bodem wordt vaak bedekt met houtsnippers. Het vrouwtje legt 1 of 2 witte eieren die na een broedtijd van ongeveer 30 dagen uitkomen. Meestal overleeft alleen het oudste jong en is het andere jong binnen enkele dagen gestorven. De eerste 3 weken zijn de jongen blind en na een periode van 6 weken worden de eerste donsveertjes vervangen voor de eerste veren.

## Leefgebied
Het leefgebied van de dunsnavelraafkaketoe is beperkt tot het zuidwestelijke deel van Australië. Tussen de jaren 70 en 90 van de 20e eeuw is de soort verdwenen in meer dan één derde van het oorspronkelijke leefgebied. Hij leeft voornamelijk in bosrijke gebieden, maar ook in gebieden met heide en struikgewas waar de gemiddelde neerslag ligt tussen 350 en 700 mm per jaar.

## Status
De populatie neemt nog steeds af. Grote delen van het oorspronkelijke leefgebied zijn vernietigd. Bossen en struwelen moesten plaats maken voor landbouw en om vee, vooral schapen, te laten grazen. Met de bossen verdwenen tevens de daar aanwezige nestplaatsen. Het geringere aantal nestplaatsen moest vervolgens ook gedeeld worden met andere diersoorten, waaronder de eveneens bedreigde zustersoort de langsnavelraafkaketoe. Een niet te verwaarlozen bedreiging is ook de illegale handel in siervogels en hun eieren.
De grootte van de populatie is in 2013 geschat op 20.000-52.000 volwassen vogels. Op de Rode lijst van de IUCN heeft deze soort de status bedreigd.